# IC 3104
IC 3104 је галаксија у сазвјежђу Камелеон која се налази на листи објеката дубоког неба у Индекс каталогу.
Деклинација објекта је - 79° 43' 51" а ректасцензија 12h 18m 46,1s. Привидна величина (магнитуда) објекта IC 3104 износи 13,0 а фотографска магнитуда 13,6. Налази се на удаљености од 2,685 милиона парсека од Сунца. IC 3104 је још познат и под ознакама ESO 20-4, AM 1215-793, Pos of bright w knot, PGC 39573.